# Gazas tårar
Gazas tårar är en norsk dokumentärfilm från 2010 regisserad av Vibeke Løkkeberg. Filmen skildrar barns upplevelser av Gazakriget (2008–2009).
Filmen hade Sverigepremiär på Göteborg Film Festival i januari 2011. Filmen visades på SVT i december samma år. Vid al-Jaziras filmfestival belönades den med ett pris i kategorin "mänskliga rättigheter".